# ستيفن لوليس
ستيفن لوليس (بالإنجليزية: Steven Lawless)‏ هو لاعب كرة قدم بريطاني في مركز نصف الجناح، ولد في 12 أبريل 1991 في غلاسكو في المملكة المتحدة. لعب مع نادي ألبيون روفرز ونادي بارتيك ثيسل ونادي ماذرويل.

## وصلات خارجية
- ستيفن لوليس على موقع قاعدة بيانات كرة القدم.إي يو (الإنجليزية)
- ستيفن لوليس على موقع Soccerbase.com (لاعب) (الإنجليزية)
- ستيفن لوليس على موقع Soccerway.com (الإنجليزية)